# Francisco Martins Veras
Francisco Martins Veras (Campo Grande, 26 de outubro de 1905 — ?, ?) foi um político brasileiro. Exerceu o mandato de deputado federal constituinte pelo Rio Grande do Norte em 1934.
Filho de Joaquim Martins Veras e de Francisca Dantas Saldanha, Francisco Martins Veras nasceu no dia 26 de outubro de 1905 na fazenda Maracanã da cidade de Campo Grande, atual Augusto Severo, no Rio Grande do Norte. Seus pais eram de famílias tradicionais do estado.
Inciou seus estudou no Ateneu Rio-Grandense e posteriormente formou-se na Faculdade de Direito de Recife, onde integrou o Centro Acadêmico 11 de Agosto. Entrou na política ao filiar-se no Partido Democrático de Pernambuco. Chegou a participar da campanha da Aliança Liberal, que promovia a candidatura de Getúlio Vargas à presidência da República.